# Black Eagle (película)
Black Eagle  es una película estadounidense de 1988 dirigida por Eric Karson, y protagonizada por Shō Kosugi y Jean-Claude Van Damme. La película se rodó en la isla mediterránea de Malta.

## Sinopsis
El agente especial de la CIA, Ken Tani, cuyo nombre en código es "Black Eagle", está cerca de Malta con sus dos hijos pequeños, pero no son vacaciones. Además, los dos niños son secuestrados por el agente del KGB Andrei. Así comienza la lucha entre los dos protagonistas que continúan peleándose con golpes de karate cada vez que se encuentran. Al final, el malvado Andrei es destruido y "Black Eagle", tras liberar a sus hijos, regresa a casa.

## Reparto
- Shō Kosugi - Ken Tani
- Jean-Claude Van Damme - Andrei
- Doran Clark - Patricia Parker
- Bruce French - Father Joseph Bedelia
- Vladimir Skomarovsky - Vladimir Klimenko
- William Bassett - Dean Rickert
- Kane Kosugi - Brian Tani
- Shane Kosugi - Denny Tani
- Dorota Puzio - Natasha
- Jan Tříska - Valery
- Gene Davis - Steve Henderson
- Alfred Mallia - Peter
- Joe Quattromani - Lino